# Sentència de mort
Sentència de mort (títol original en anglès Return to Sender) és una pel·lícula dirigida per Bille August l'any 2004. Ha estat doblada al català.

## Argument
Charlotte es troba en el corredor de la mort i fa amistat amb Frank Nitzche per carta, mentre la seva advocada intenta per tots els mitjans recórrer el veredicte abans que s'esgoti el termini de Charlotte. Quan només queden uns dies, Frank s'adona que s'ha enamorat de Charlotte i descobreix que hi ha molt més del que ell pensava a més de les tràgiques circumstàncies que la van portar a la presó: ara, la vida de Charlotte està a les seves mans. Frank s'apressa llavors a encaixar totes les peces del trencaclosques que revelaran la veritat i donaran a conèixer, abans que sigui massa tard, tots els secrets que tots dos havien guardat.

## Repartiment
- Connie Nielsen: Charlotte Cory
- Aidan Quinn: Frank Nitzche
- Tim Daly: Martin North
- Kelly Preston: Susan Kennan
- Mark Ryan: Mark Schlesser
- Mark Holton: Joe Charbonic
- Sara-Marie Maltha: Stella / Julie
- Bill Thomas: Gubby
- Randy Colton: Joe Hammond
- Montana Sullivan: Fill de Hammond

## Crítica
- "Un film bastant vulgar fet doncs més amb l'ull en la taquilla que amb la voluntat que el seu, amb perdó, missatge perduri."[3]